# Роман про Брута

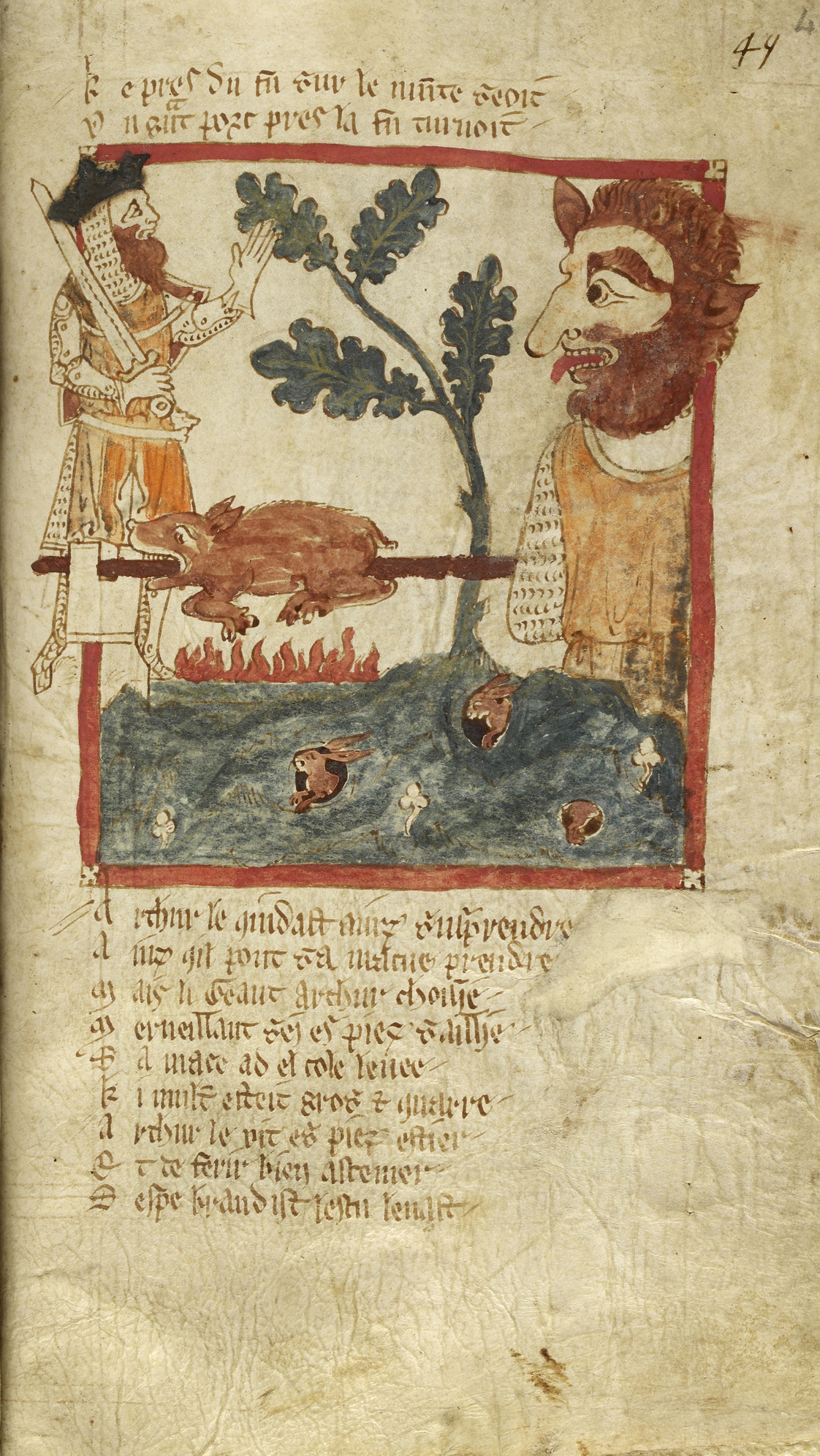
Артур зустрічає велетня, який смажить порося. (British Library Egerton MS 3028, fol. 49)

Роман про Брута або Брут (фр. Roman de Brut) — віршована книжна історія Британії, що була написана трувером Васом (Вейсом). Праця написана нормандською мовою та складається з 14,866 віршів.
За основу їй служила праця Джефрі Монмутського «Історія королів Британії». Праця була написана десь між 1150-1155 рр. та була призначена для нормандської аудиторії, що цікавилася легендами та історією нової англонормандської держави. У ній містилися розповіді про короля Артура та історія Британії, починаючи аж від легендарного Брута Троянського.
«Роман про Брута» був найвідомішою працею Васа та збереглась більш ніж у тридцятьох рукописах та фраґментах. Нею користувався Лайамон для написання своєї поеми «Брут». Вона містила низку важливих розробок Джефрі, включаючи й першу згадку про Круглий Стіл короля Артура.

## Див.також
- «Історія королів Британії»

- Артуріана

## Для подальшого читання

### Видання та переклади
- Wace, Roman de Brut
  - ed. and tr. Judith Weiss (2002) [1999]. Roman de Brut. A History of the British: Text and Translation. Exeter: University of Exeter Press. ISBN 978-0-85989-734-1. Standard edition.
  - tr. Eugene Mason (1912). Arthurian Chronicles, by Wace and Layamon. London: Dent. Reprinted in 1962. (at the Internet Archive)
  - ed. Le Roux de Lucy (1836–1838). Roman de Brut. 2 vols. Rouen. Earlier edition (now superseded by that of Weiss). (at the Internet Archive)

## Зовнішні посилання
- Volume 1 of Le Roux de Lincy's 1836–1838 edition at Google Books
- Volume 2 of Le Roux de Lincy's 1836–1838 edition at Google Books
- Najaria Hurst Esty's 1978 edition
- Eugene Mason's 1912 translation of the Arthurian portion at the Internet Archive